# Cantonul Valence-sur-Baïse
Cantonul Valence-sur-Baïse este un canton din arondismentul Condom, departamentul Gers, regiunea Midi-Pyrénées, Franța.

## Comune
| Comune                 | Populație (1999) | Cod poștal | Cod INSEE |
| ---------------------- | ---------------- | ---------- | --------- |
| Ayguetinte             | 152              | 32410      | 32024     |
| Beaucaire              | 277              | 32410      | 32035     |
| Bezolles               | 156              | 32310      | 32052     |
| Bonas                  | 122              | 32410      | 32059     |
| Castéra-Verduzan       | 830              | 32410      | 32083     |
| Justian                | 93               | 32190      | 32166     |
| Lagardère              | 55               | 32310      | 32178     |
| Larroque-Saint-Sernin  | 183              | 32410      | 32196     |
| Maignaut-Tauzia        | 181              | 32310      | 32224     |
| Roquepine              | 46               | 32100      | 32350     |
| Roques                 | 120              | 32310      | 32351     |
| Rozès                  | 109              | 32190      | 32352     |
| Saint-Orens-Pouy-Petit | 141              | 32100      | 32400     |
| Saint-Paul-de-Baïse    | 100              | 32190      | 32402     |
| Saint-Puy              | 603              | 32310      | 32404     |
| Valence-sur-Baïse      | 1 151            | 32310      | 32459     |